# Carlos Abreu Amorim
Carlos Eduardo Almeida de Abreu Amorim (ur. 1 października 1963) – portugalski polityk, prawnik i nauczyciel akademicki, poseł do Zgromadzenia Republiki, sekretarz stanu (2024–2025), od 2025 minister ds. parlamentarnych.

## Życiorys
W 1991 ukończył studia prawnicze na Universidade Lusíada do Porto. W 2001 uzyskał magisterium na Uniwersytecie w Coimbrze, a w 2009 doktoryzował się na Uniwersytecie Minho. Z zawodu nauczyciel akademicki związany z portugalskimi uczelniami.
Zaangażował się w działalność polityczną w ramach Partii Socjaldemokratycznej. W latach 2011–2019 przez dwie kadencje sprawował mandat deputowanego do Zgromadzenia Republiki. Ponownie do portugalskiego parlamentu został wybrany w 2025.
W kwietniu 2024 objął stanowisko sekretarza stanu przy ministrze ds. parlamentarnych w rządzie Luísa Montenegra. W maju 2025 został powołany na ministra ds. parlamentarnych w drugim gabinecie lidera PSD.